# Klövsjöfjällen

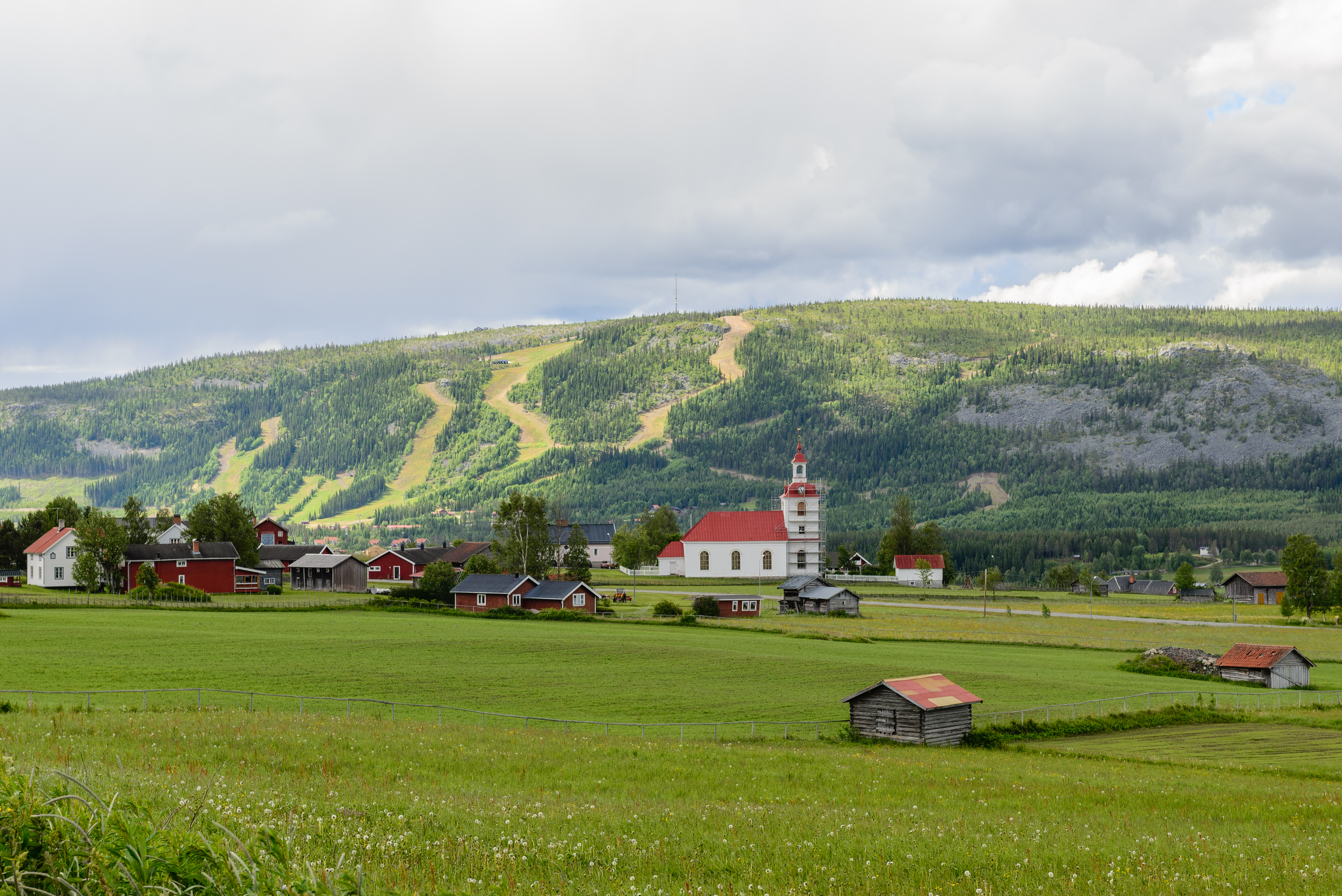
Skidbackarna i Klövsjöfjällen sedda från Klövsjö.

Klövsjöfjällen ligger väster om tätorten Klövsjö i södra Jämtland, på gränsen mot Härjedalen.